# عمر البشیر
عمر حسن احمد البشیر (زادهٔ ۱ ژانویه ۱۹۴۴) چهارمین رئیس‌جمهور سودان است. وی تا تاریخ ۱۱ آوریل ۲۰۱۹ رئیس‌جمهور و رئیس حزب کنگره سودان بود. او در سال ۱۹۸۹ در زمانی که یک سرهنگ ارتش سودان بود رهبری کودتای بدون خونریزی را برعهده گرفت و موفق به برکناری صادق المهدی نخست‌وزیر منتخب وقت شد و به قدرت رسید.
البشیر در سال ۲۰۰۴ با امضای موافقتنامه‌ای به جنگ داخلی بین جنوب و شمال سودان پایان داد. او به خاطر نقش خود در نزاع دارفور، جایی که بر اثر پاکسازی نژادی افراد غیرعرب، ۲۰۰ هزار نفر کشته شدند مورد انتقاد قرار گرفت. با وجود انتقادهای بین‌المللی در خصوص درگیری‌های داخلی، او رشد اقتصادی را در سودان مدیریت کرده است. این پیشرفت به دلیل مشارکت شرکت‌های روسی و چینی در استخراج و تجارت نفت از جنوب سودان بوده است. حکم جلب بین‌المللی وی توسط دیوان بین‌المللی کیفری صادر شده است. وی به اتهام ارتکاب «جنایات جنگی و جنایت علیه بشریت» در دارفور، تحت تعقیب بین‌المللی قرار دارد.
عمر البشیر در تاریخ ۱۱ آوریل ۲۰۱۹، پس از آن که ارتش کنترل کشور را به دست گرفت، از سوی ارتش مجبور به استعفا و دستگیر شد.
وی به اتهام فساد توسط دادستان سودان متهم شد.
دولت سودان در ۱۱ فوریه ۲۰۲۰ موافقت کرد عمر البشیر را به دیوان کیفری بین‌المللی مستقر در لاهه هلند تحویل دهد.

## زندگی‌نامه
عمر در روستایی کوچک هوش بناگا در ۱۹۴۴ به دنیا آمد و در جوانی به ارتش سودان پیوست و به مدرسه‌ای نظامی در قاهره رفت. او سریعاً مدارج ترقی در ارتش را طی کرد و از سربازان چترباز شد. بعدها و در جریان جنگ با اسرائیل در ۱۹۷۳ او به ارتش مصر پیوست. پس از بازگشت به سودان او به یکی از مقامات ارتشی در نیمهٔ جنوبی کشور منصوب شد و مسئول عملیات نظامی علیه ارتش آزادی‌بخش خلق سودان شد. او که تا دههٔ ۱۹۸۰ به ژنرالی رسیده بود، در سال ۱۹۸۹ با حمایت جبهه قومی اسلامی به رهبری حسن ترابی کودتایی نظامی تدارک دید و نخست‌وزیر منتخب وقت، صادق المهدی را سرنگون کرد. البشیر بلافاصله تمام احزاب سیاسی را ممنوع کرد، نشریات را تعطیل کرد و مجلس را تعطیل اعلام کرد. او سپس خود را به عنوان رئیس «شورای رهبری انقلاب نجات ملی» منصوب کرد. این شورا نهادی بود که او تأسیس کرده بود و این شورا تمام قدرت قانون‌گذاری و اجرایی در سراسر کشور را در اختیار داشت. او سمت‌های ریاست جمهوری، نخست‌وزیری، فرماندهٔ نیروهای مسلح و وزارت دفاع سودان را شخصاً در اختیار گرفته بود.

## اتحاد با اسلام‌گرایان
البشیر سپس خود را با حسن الترابی رهبر جبههٔ اسلامی ملی متحد کرد و شروع به برنامه‌ای کرد که طبق آن شمال سودان را به دولتی شدیداً اسلامی بدل کند. او قانون شریعه را اجباری کرد و در ۱۹۹۱ قانون جنایی جدیدی در شمال سودان اعلام شد که به پلیس قدرت بیش‌تری می‌داد. در ۱۶ اکتبر ۱۹۹۳ البشیر پس از انحلال شورای فرمان انقلابی برای رهایی ملی به عنوان رئیس‌جمهور کشور منصوب شد و قدرتش را افزایش داد.
عمر البشیر اعلام کرده که در صورت جدایی سودان جنوبی از بخش شمالی آن کشور، قانون اساسی سودان تغییر خواهد کرد و در قانون اساسی جدید زبان عربی تنها زبان، اسلام تنها دین و قوانین شریعت تنها قانون در سودان خواهد بود.

## جدایی سودان جنوبی و بحران اقتصادی
در سال ۱۳۸۴ هر دلار معادل ۲۰۰ دینار یا دو جنیه بود اما هر دلار به بیش از ۱۵ جنیه رسید، اقتصاد سودان با جدایی جنوب از شمال با بحران بی‌سابقه روبرو شد. در جریان جدایی جنوب این کشور آسیب فراوانی بر آن وارد شد: ۸ میلیون از جمعیت جنوب، ۶۵۰ هزار کیلومتر از خاک خود را در جنوب از دست داد و مساحت ۲ میلیون و ۵۰۰ کیلومتری سودان به ۱ میلیون ۸۵۰ هزار کیلومتر رسید، سرچشمه‌های رود نیل از اتیوپی و اوگاندا در جنوب (رودهای نیل آبی و سفید)، منابع جنگلی در جنوب و از همه مهم‌تر بیش از یک سوم نفت خود را از دست داد و میزان تولید نفت سودان با جدایی جنوب از ۴۸۰ هزار بشکه در روز به ۱۵۰ هزار بشکه در روز کاهش یافت.
عمر احمد حسن البشیر برای پیشگیری از بحران بیشتر به سوی اعراب دست دراز کرد تا با کمک مالی آن‌ها بر زخم بحران‌های اقتصادی خود مرهم گذارد، آنان مشروط بر قطع روابط با جمهوری اسلامی ایران به سودان کمک کردند. در اواسط شهریور ۱۳۹۳ حکومت این کشور مراکز فرهنگی جمهوری اسلامی ایران را تعطیل کرد، در بهار سال بعد کلینیک‌های هلال احمر جمهوری اسلامی ایران را بست و سرانجام روابط دیپلماتیک با ایران را قطع نمود. عمر البشیر در سازمان‌های بین‌المللی متهم به نسل‌کشی است و او به همراه ۶۴ نفر دیگر در دادگاه لاهه متهم به نسل‌کشی در غرب این کشور یعنی دارفور هستند و حکم بازداشت آنان به پلیس بین‌الملل صادر شده است.

## البشیر در سطح بین‌المللی
البشیر در سطح جهانی چهره‌ای جنجالی است. او مدت‌ها به دلیل کمک و پناه دادن به تروریست‌ها و افراطیون اسلامی محکوم شده است. اسامه بن لادن به مدت پنج سال در سودان زندگی و کار می‌کرد و تنها در می۱۹۹۶ بود که از این کشور اخراج شد.

### صدور حکم بازداشت بین‌المللی

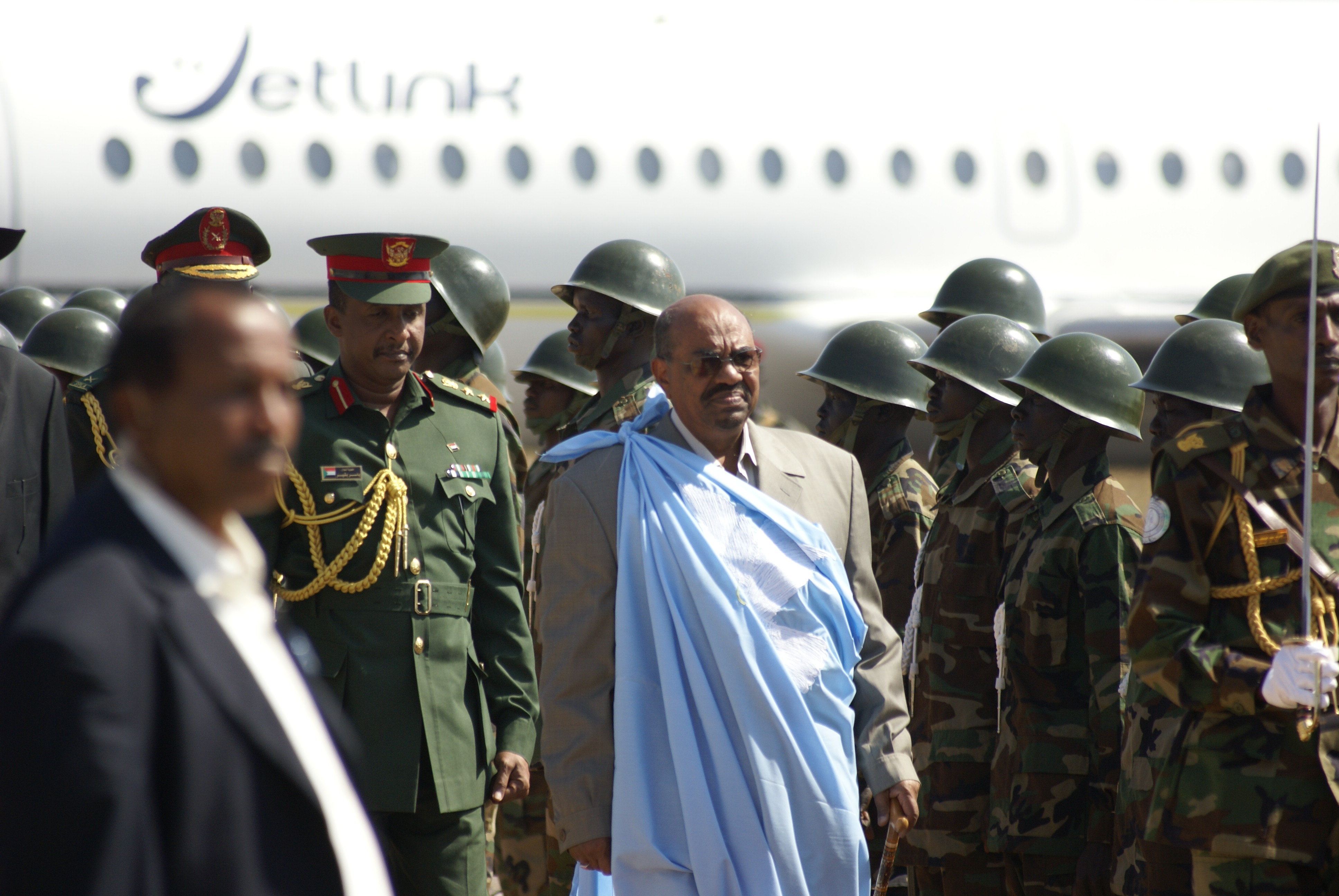

دیوان بین‌المللی کیفری مستقر در لاهه در ۴ فوریه سال ۲۰۰۹ میلادی و در اقدامی بی‌سابقه حکم بازداشت عمر البشیر را به اتهام ارتکاب «جنایات جنگی و جنایت علیه بشریت» در دارفور، صادر کرد. این نخستین بار بود که دادگاه رسیدگی به جرائم جنگی حکم بازداشت رهبری را که هنوز در راس کار است، صادر می‌کرد. او در واکنش به این حکم گفته بود: «حکم را درِ کوزه بگذارید.» دولت سودان هم «سیزده» سازمان عمده بین‌المللی امدادرسانی را که در منطقه دارفور به کمک‌رسانی به مردم جنگ‌زده می‌پرداختند، از آن کشور اخراج کرد.
در طی شش سال جنگ داخلی در این منطقه سیصد هزار نفر کشته شده و بیش از دو میلیون نفر آواره شده‌اند. اقلیت دارفوری برخلاف اکثریت عرب و مسلمان سودان از تبار آفریقایی اما مسلمان هستند. رسانه‌های غربی شبه‌نظامیان هوادار دولت سودان را متهم به قتل و تجاوز جنسی به کودکان و زنان کرده‌اند.
ایران و چین و برخی از کشورهای عربی از مهم‌ترین مخالفان و منتقدان حکم جلب بین‌المللی عمر البشیر بودند.

### حمایت اتحادیه عرب
در تاریخ ۳۰ مارس ۲۰۰۹ میلادی، سران کشورهای عضو اتحادیه عرب، در پایان نشست سالانه خود در دوحه، پایتخت قطر، با صدور بیانیه‌ای از عمر البشیر، رئیس‌جمهور تحت تعقیب سودان، در برابر حکم بازداشت بین‌المللی که توسط دیوان بین‌المللی کیفری، برای استرداد او صادر شده است، حمایت کردند.

## سفر به ایران
عمرالبشیر دارای روابط گسترده‌ای با ایران بود. وی در اردیبهشت ۱۳۸۵ (آوریل ۲۰۰۶) به ایران سفر کرد و با سید علی خامنه‌ای و محمود احمدی‌نژاد دیدار داشت. سید علی خامنه‌ای در دیدار با وی گفت که ایران آماده انتقال تکنولوژی هسته‌ای خود به سایر کشورهاست.

وی هم چنین در دیدار با احمدی‌نژاد به تمجید از روح‌الله خمینی و علی خامنه‌ای پرداخت و گفت:
آیت‌الله خامنه‌ای پایبند به خط امام و مایه تقویت وحدت ملت‌های مسلمان است.
پس از صدور حکم جلب وی نیز ایران در بالاترین سطح به دفاع از وی پرداخت. مقامات ایران در بدو امر ادعا داشتند که حکم دیوان حکمی آمریکایی و صهیونیستی است در حالیکه آمریکا و اسرائیل از مخالفان جدی این دادگاه بوده و نه تنها تا کنون بدان نپیوسته‌اند بلکه از هیچ تلاشی در برای تضعیف آن دریغ نکردند.
بلافاصله پس از صدور این حکم علی لاریجانی که در «کنفرانس بین‌المللی حمایت از فلسطین» در تهران حضور داشت به همراه هیاتی جهت حمایت از عمر البشیر عازم سودان شد. برخی امامان جمعه نیز به دفاع از البشیر پرداختند.

### شانزدهمین اجلاس عدم تعهد
عمر البشیر در شهریور سال ۱۳۹۱ (اوت ۲۰۱۲) در شانزدهمین اجلاس عدم تعهد تهران شرکت کرد.

### ممانعت عربستان از عبور هواپیمای عمر البشیر به ایران
عمر البشیر که به مراسم تحلیف حسن روحانی دعوت شده بود، در این مراسم غایب بود. هواپیمای عمر البشیر برای یک دیدار رسمی دو روزه راهی تهران شد، اما عربستان به هواپیمای البشیر اجازه نداد در مسیر پرواز به ایران از حریم هوایی عربستان عبور کند. به این ترتیب عمر البشیر مجبور به بازگشت به سودان شد.
بشیر در این سفر از هواپیمای ریاست جمهوری خود استفاده نکرده بود بلکه از یک هواپیمای اجاره‌ای از یک شرکت سعودی استفاده کرد.
علی‌اکبر صالحی وزیر امور خارجه کشور، در تماس تلفنی با همتای سودانی خود قدردانی حسن روحانی؛ رئیس‌جمهور کشور را از رئیس‌جمهور سودان برای شرکت در مراسم تحلیف ابلاغ کرد.

## کودتا و استعفا
عمر البشیر در تاریخ ۱۱ آوریل ۲۰۱۹، پس از آن که ارتش کنترل کشور را به دست گرفت، از سوی ارتش مجبور به استعفا و دستگیر شد. عواد ابن عوف، وزیر دفاع سودان گفت: عمر البشیر دستگیر شده و در حال حاضر در یک محل امن حفاظت می‌شود. وی اعلام کرد از ساعت ۲۲ تا ۵ صبح حکومت نظامی می‌باشد و حریم هوایی سودان نیز ۲۴ ساعت و تمام مرزها تا اطلاع ثانوی بسته خواهد بود.
چند روز بعد در خانه عمر البشیر، چمدانهای حاوی بیش از ۵ میلیارد پوند سودان (معادل ۱۰۵ میلیون دلار، ۳۵۱ هزار دلار و ۶ میلیون یورو) یافت شد. وی مظنون به پولشویی است.
دستور بازجویی از عمر حسن البشیر در ۲ مه ۲۰۱۹ توسط الولید سید احمد محمود، دادستان کل سودان به اتهام کمک مالی به تروریستها و پولشویی داده شد.
دادستان کل سودان، عمرالبشیر رئیس‌جمهوری سابق این کشور را در ارتباط با جمع‌آوری ثروت مشکوک و صدور دستور وضعیت اضطراری به فساد متهم کرده است.
در ۱۱ فوریه ۲۰۲۰ دولت سودان با دیوان کیفری بین‌المللی مستقر در لاهه هلند به توافق رسید تا عمر البشیر را تحویل دهد. این توافق بعد از مذاکرات میان دولت و شورشیان منطقه دارفور حاصل شده است. وی به اتهامات جرائم جنگی و نسل‌کشی ۳۰۰ هزار نفر در دارفور مواجه است.